# Tercer bombardeo de Buenos Aires
El Tercer bombardeo de Buenos Aires fue dispuesto por el gobierno de Montevideo y llevado a cabo por una escuadra al mando del capitán de fragata José Primo de Rivera y Ortiz de Pinedo el 4 de marzo de 1812. 
Representó el fin del armisticio pactado pocos meses antes y tuvo por justificación forzar al gobierno revolucionario, el Primer Triunvirato, a retirar todo apoyo a las milicias rebeldes de la campaña de la Banda Oriental.

## Antecedentes

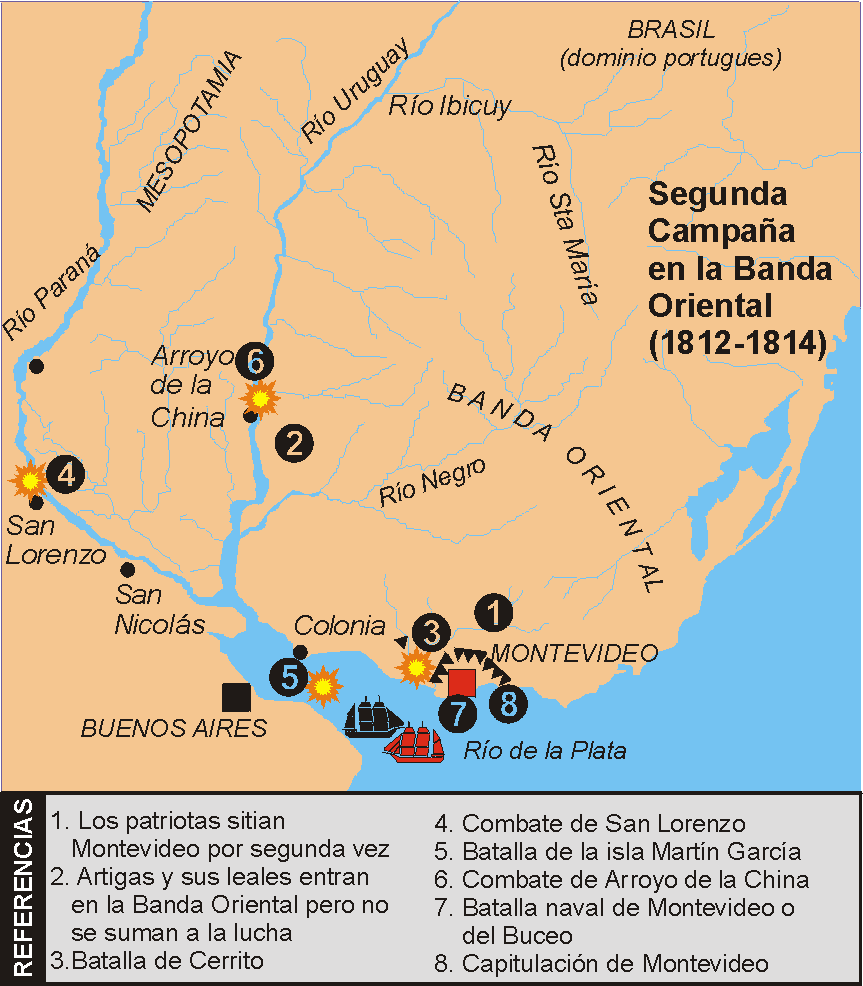

El 25 de mayo de 1810 una insurrección depuso al virrey Baltasar Hidalgo de Cisneros y formó gobierno en Buenos Aires, la llamada Primera Junta. Las autoridades de Montevideo, ciudad que dependía de aquella capital, presionadas por las tropas de marina allí estacionadas y un fuerte partido realista, decidieron no adherir al pronunciamiento y reconocer en cambio al Consejo de Regencia de España e Indias establecido en Cádiz.
Tras la sublevación de la campaña de la Banda Oriental, Montevideo fue sitiada por tierra por las milicias comandadas por José Gervasio Artigas y las tropas de Buenos Aires al mando de José Rondeau.
El bloque era incompleto, dado que la escuadra realista mantenía bajo su control el Río de la Plata y sus principales afluentes, el Uruguay y el Paraná. La primera escuadrilla creada por los patriotas para desafiar ese dominio fue destruida el 2 de marzo de 1811 por la de Montevideo al mando de Jacinto de Romarate en el combate naval de San Nicolás.
Tras esa victoria, los realistas estuvieron en condiciones de impedir la caída de su ciudad y bloquear por mar el puerto de Buenos Aires, que dependía de su Aduana para financiarse. Asimismo, efectuaba incursiones permanentes en los ríos interiores con el objeto de hostigar las poblaciones ribereñas, crear o acentuar disensiones en las provincias litorales y facilitar el abastecimiento de la plaza.
Francisco Javier Elío, al regresar de España convertido en Virrey, persiguió como estrategia el retrotraer la situación a la existente a mediados de 1810. Así, Buenos Aires se retiraría de la Banda Oriental y quitaría su apoyo a los insurgentes a cambio de lo cual Montevideo levantaría su propio bloqueo naval, mientras quedaban a la espera de la resolución definitiva del Consejo de Regencia.

## El primer bombardeo

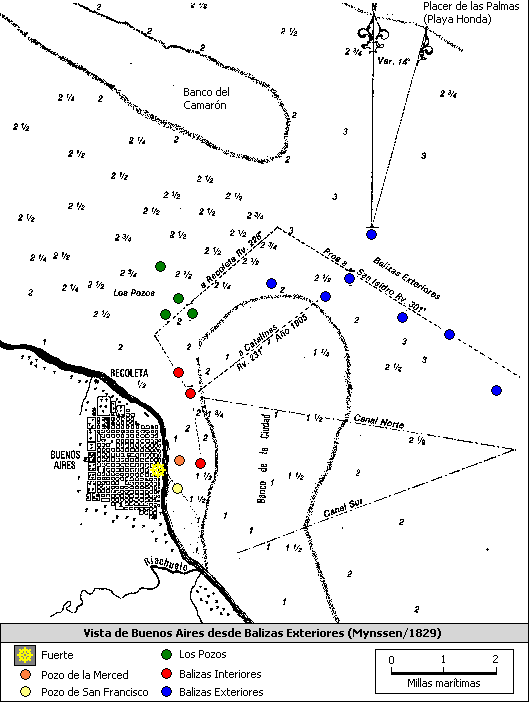
Puerto de Buenos Aires.

En julio de 1811 envió una escuadrilla sutil de ocho buques ligeros al mando del capitán de fragata Juan Ángel Michelena con la orden de bombardear la ciudad sin intimación previa y sólo tras hacerlo, "presentar el convenio, no para discutir, sino para aceptar".
El 15 de julio Michelena arribó a balizas exteriores del puerto de Buenos Aires y tras tomar posiciones en balizas interiores, alrededor de las 22:00 horas inició el bombardeo que duró hasta la una de la mañana del 16.
Solo respondió el fuego una lancha cañonera armada, único buque disponible, al mando de Hipólito Bouchard, hasta que salió de servicio por la rotura del eje de cureña. 
El daño que experimentó la ciudad no fue de consideración en sus edificios y sólo dos personas fueron heridas por las bombas.
En la mañana del 16 Michelena envió el pliego con las condiciones, consistentes en el retiro mutuo de tropas y levantamiento de los bloqueos, amnistía, libre posesión y disponibilidad de bienes, libertad de circulación (pero solo de Montevideo a Buenos Aires), desmovilización de las tropas destacadas en la Banda Oriental a su regreso. El statu quo sólo se mantendría hasta que cayera España, fuera restaurado Fernando VII o se pronunciara formalmente el Consejo de Regencia.

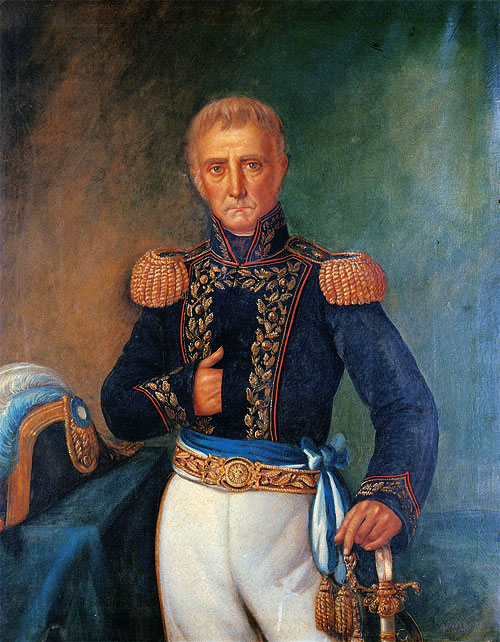
Cornelio Saavedra.

El contenido y la forma del oficio, la imposibilidad de plantear alternativa alguna y el bombardeo sin aviso previo hacían imposible aceptar la intimación, que hubiera sido violentamente rechazada por la población, la que no sólo no había sido intimidada por el ataque sino que había reaccionado con evidente repulsa y cólera ante semejante agresión a una ciudad abierta, desprovista de obras defensivas y sin intimación o negociación alguna.
Tras el rechazo de la Junta, Michelena retomó las posiciones de ataque, pero aprovechando la noche y contra lo que especificaban sus órdenes, la flota realista se retiró a su base en la Isla Martín García.

## Segundo bombardeo de Buenos Aires
Tras el ataque Elío propuso de inmediato a la Junta entablar negociaciones. La Junta aceptó y envió a Montevideo una misión diplomática compuesta por el Deán Gregorio Funes, el Dr.José Julián Pérez y el Dr. Juan José Paso.
Sin embargo ese mismo día se presentó nuevamente la escuadra de Michelena.
El 15 de agosto, mientras aún se negociaba Elío ordenó a Michelena atacar a menos que se aceptaran las condiciones del 15 de julio. El comandante realista recibió sus órdenes el 18 y transmitió la intimación a la Junta, que la rechazó, por lo cual en la mañana del 19 desplegó sus fuerzas lentamente y seis horas después inició un fuego sostenido, siempre sin atreverse a traspasar el banco frente a balizas, por lo que dada la distancia era por completo inútil. 
Tras casi cinco horas de fuego furioso sobre "los surubíes y pejerreyes del río" los españoles se retiraron en medio de la burla de los tripulantes de las cuatro pequeñas cañoneras de los defensores y de la población que llenaba las playas y la barranca de la ciudad.

## Tercer bombardeo de Buenos Aires

### Situación previa

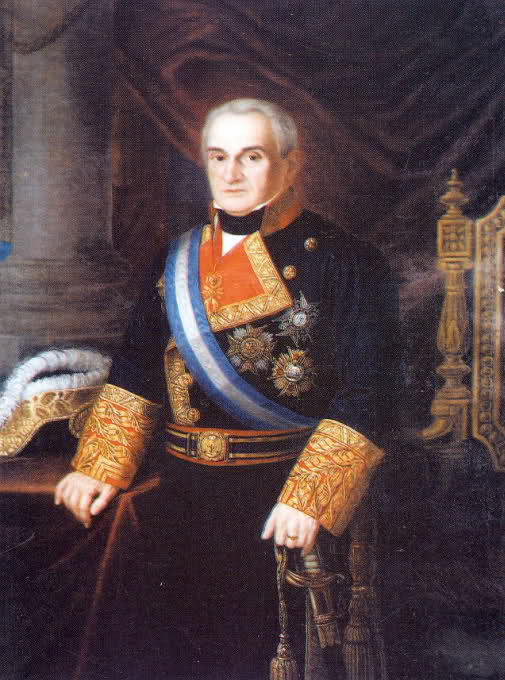
Gaspar de Vigodet.

El 23 de septiembre de 1811 cae en Buenos Aires la Junta Grande y se hace cargo del poder ejecutivo el Primer Triunvirato, el cual el 20 de octubre de 1811 firma con Elío un armisticio el cual, siguiendo los lineamientos fundamentales planteados en julio, devolvía al control español no sólo la Banda Oriental sino también las villas entrerrianas de Gualeguaychú, Gualeguay y Concepción del Uruguay, y abandonaba a las milicias orientales a su suerte. El acuerdo incluía el retiro de las fuerzas portuguesas que al mando de Diego de Souza habían invadido la Banda Oriental el 17 de julio.
Habiendo retornado Elío definitivamente a España el 18 de noviembre, asumió con el título de Gobernador de Montevideo Gaspar de Vigodet. Resuelto a hacer fracasar el acuerdo, envió al capitán de fragata José Primo de Rivera y Ortiz de Pinedo a reconvenir a Buenos Aires por el incumplimiento del tratado en razón del apoyo encubierto que continuaba brindando a las milicias orientales. Si bien esto era cierto, tampoco Lecor había hecho efectivo el repliegue acordado. La respuesta del gobierno revolucionario fue darle dos horas para abandonar la ciudad, por lo que el 6 de enero de 1812 se cerraba el puerto de Montevideo y Vigodet daba por implícitamente roto el armisticio.
El 26 de enero el capitán de navío Miguel de la Sierra reemplazó en la comandancia de Montevideo al brigadier José María Salazar, y se dieron órdenes de reiniciar las operaciones sobre Buenos Aires. El 4 de marzo la escuadra bloqueadora, compuesta por 7 buques, incluido el bergantín Cisne, al mando de Primo de Rivera, abandonó su fondeadero habitual y entró en balizas donde tomó posiciones al mediodía.

### El ataque

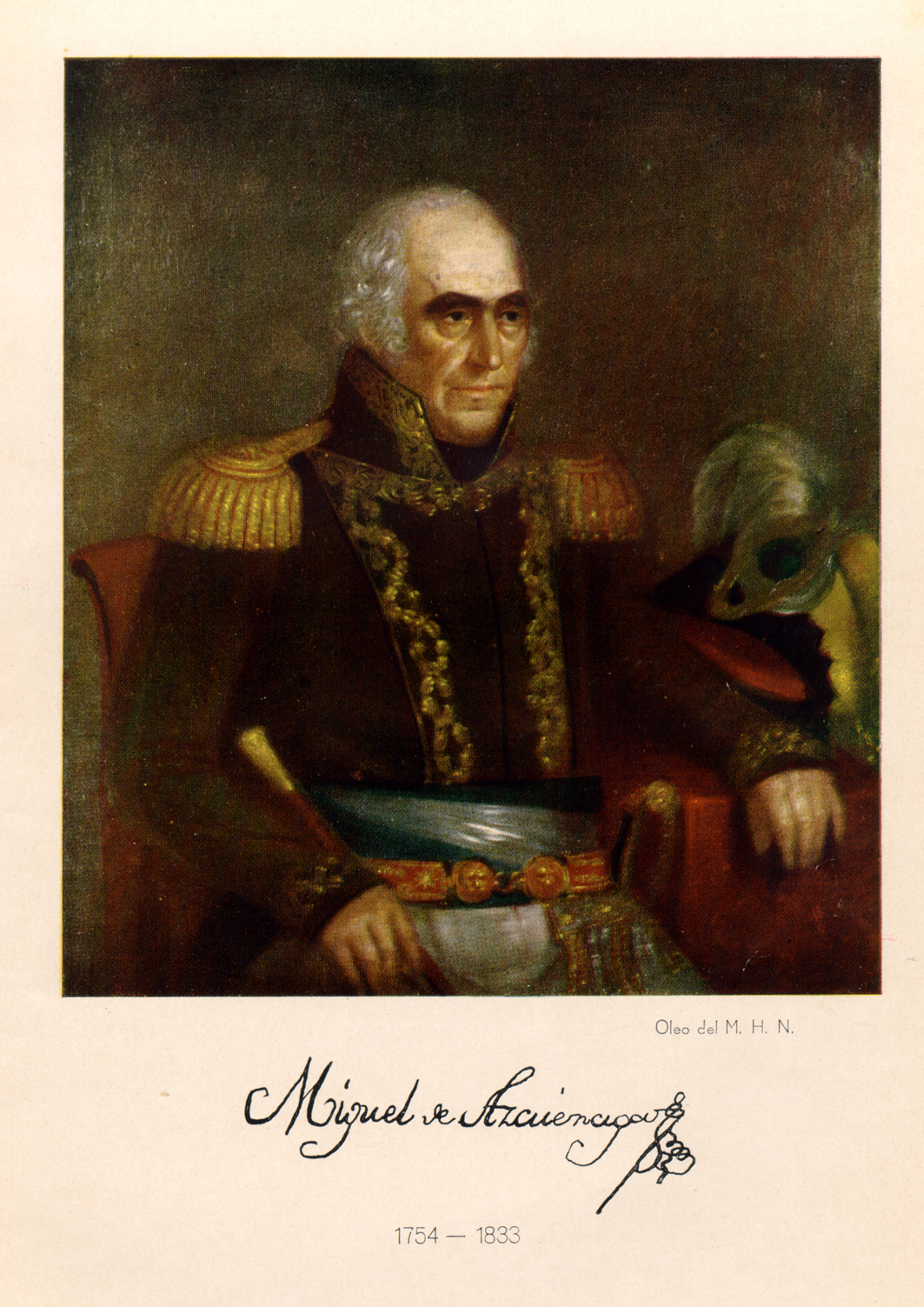
Miguel de Azcuénaga.

El gobernador intendente de la ciudad, el coronel Miguel de Azcuénaga y Basavilbaso, ordenó alistar las baterías del muelle y de la fortaleza, pero considerando el gobierno que estaban aún pendientes las negociaciones con Montevideo (o cuando menos no se había dado por caído formalmente el acuerdo) dispuso que no se iniciaran las hostilidades, por lo que se perdió la oportunidad de operar con las baterías del muelle mientras el enemigo maniobraba para tomar posición.
Primo de Rivera pudo dar ancla sin oposición frente al muelle. Sin mediar parlamento o intimación alguna abrió fuego a bala rasa sobre las baterías, el queche Hiena al mando de Tomás Taylor y una cañonera patriota. Como en las anteriores ocasiones el entusiasmo del vecindario fue evidente concentrándose en la ribera y en la Plaza Mayor. Una multitud transportó en brazos dos cañones de a 24 a la ribera, donde se montó rápidamente una tercera batería. Otros recorrían la zona bajo fuego para recoger los proyectiles arrojados por el enemigo y ponerlos a disposición de las baterías.
Tras cincuenta minutos de intercambio de fuego vivo, la escuadrilla realista se retiró. Las averías y bajas de ambas partes no fueron significativas. Los proyectiles y munición consumidos por Primo de Rivera, especialmente en la situación de Montevideo, valían mucho más que los perjuicios ocasionados.
El gobierno emitió una proclama celebrando el fracaso del nuevo ataque:

"El gobierno de Montevideo ha invadido vuestros hogares sin respeto a las negociaciones pendientes. En los transportes de su desesperación, ha querido proporcionarse el placer de ver destruídos vuestros edificios y dar un día de consternación a vuestras inocentes familias. Pero vosotros, en la inutilidad de sus esfuerzos, habéis visto como la Providencia protege la causa del justo... Ciudadanos: es necesario que la espada rompa la cadena que nos preparan los tiranos, que más vale morir libres que vivir esclavos"
Carranza, obra citada, página 145.

## Conclusión

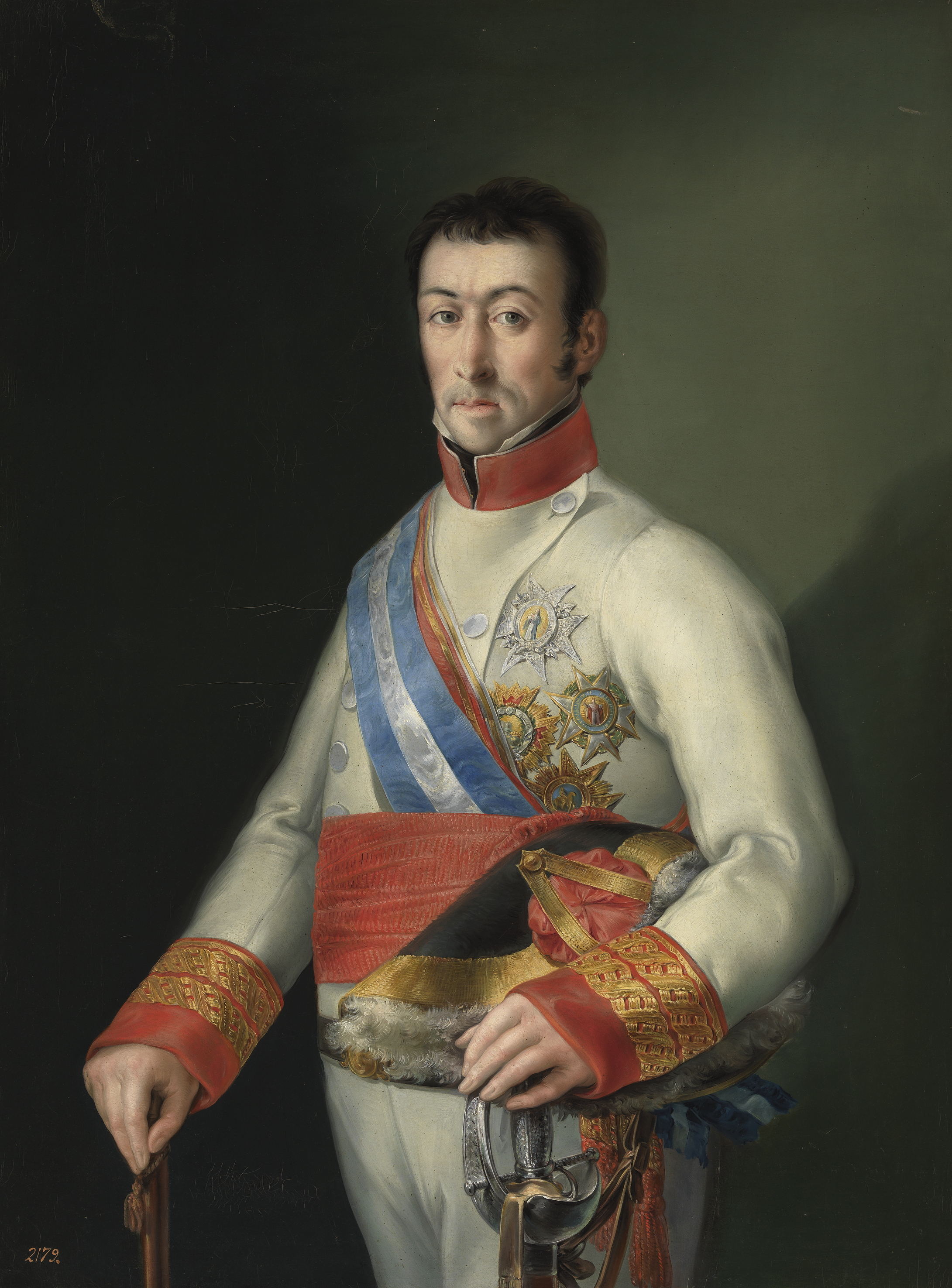
General Francisco Javier de Elío. Atribuido a Miguel Parra. (Museo del Prado).

No hubo nuevos bombardeos al Buenos Aires: habían fracasado en todo aspecto, desperdiciado recursos escasos y fortalecido al enemigo. Tanto el primero, que pretendía atemorizar al vecindario y obligar así al gobierno a someterse a las condiciones de Elío, como los restantes que se concentraron en mayor medida en aniquilar tempranamente las escasas fuerzas navales patriotas antes que dejaran de ser una molestia para la escuadra  bloqueadora y se convirtieran en una amenaza no lograron sus objetivos e incluso fueron contraproducentes: los daños fueron mínimos, se fortaleció el patriotismo de los ciudadanos y los realistas cedieron incluso la victoria moral a sus adversarios faltando a las normas de guerra cuando menos en el primer ataque, al bombardear sin aviso una ciudad indefensa.
Con sus recursos dismuyendo rápidamente y sin posibilidad de obtenerlos en la medida de sus necesidades de una metrópoli que luchaba por su supervivencia, Vigodet debió en marzo de ese año dirigirse al Virrey del Perú, José Fernando de Abascal y Sousa. Asimismo, decidió concentrar los esfuerzos de su flota en mantener repetidas incursiones de hostigamiento y aprovisionamiento recorriendo las riberas de los ríos interiores.
El gobierno de Buenos Aires se consolidó lo suficiente para que, ya el 20 de mayo, estuviera en condiciones de adquirir suficiente armamento para, tomando ventaja del armisticio acordado el 24 de ese mes con el enviado plenipotenciario de la corte portuguesa Juan Rademaker que aseguraba finalmente el retiro efectivo de las fuerzas de ocupación en la Banda Oriental, emprender el segundo sitio de Montevideo.